# Municipio Cliza
Das Municipio Cliza ist ein Verwaltungsbezirk im Departamento Cochabamba im südamerikanischen Anden-Staat Bolivien.

## Lage im Nahraum
Das Municipio Cliza ist eines von drei Municipios der Provinz Germán Jordán. Es grenzt im Westen an die Provinz Esteban Arce, im Süden an das Municipio Toko, im Osten und Nordosten an die Provinz Punata und im Norden und Nordwesten an das Municipio Tolata.
Der zentrale Ort des Municipios ist Cliza mit 8362 Einwohnern (Volkszählung 2012) im zentralen Teil des Municipios.

## Geographie
Das Municipio Cliza liegt auf der Hochebene von Cochabamba im Übergangsbereich zwischen der Anden-Gebirgskette der Cordillera Central und dem bolivianischen Tiefland. Das Klima der Region ist ein subtropisches Höhenklima, das im Jahresverlauf mehr durch Niederschlagsschwankungen als durch Temperaturunterschiede geprägt ist.
Der Jahresniederschlag liegt bei 450 mm (siehe Klimadiagramm Cochabamba) und weist eine deutliche Trockenzeit von April bis Oktober auf. Die Jahresdurchschnittstemperatur liegt bei knapp 18 °C, die Monatsdurchschnittswerte schwanken zwischen 15 und 20 °C (siehe Klimadiagramm Cochabamba), die Tageshöchstwerte erreichen zu allen Jahreszeiten 25 bis 30 °C.

## Bevölkerung
Die Einwohnerzahl ist zwischen 1992 und 2024 um etwa ein Viertel angestiegen:
| Jahr | Einwohner | Quelle       |
| ---- | --------- | ------------ |
| 1992 | 17.509    | Volkszählung |
| 2001 | 19.992    | Volkszählung |
| 2012 | 21.743    | Volkszählung |
| 2024 | 20.877    | Volkszählung |

Die Bevölkerungsdichte des Municipios bei der letzten Volkszählung im Jahr 2024 betrug 331,4 Einwohner/km², der Anteil der städtischen Bevölkerung war 51,1 Prozent, die Lebenserwartung der Neugeborenen lag im Jahr 2001 bei 65,6 Jahren.
Der Alphabetisierungsgrad bei den über 19-Jährigen beträgt 80,6 Prozent, und zwar 92,7 Prozent bei Männern und 70,8 Prozent bei Frauen (2001).

## Politik
Ergebnis der Regionalwahlen (concejales del municipio) vom 4. April 2010:
| Wahlberechtigte |  | Stimmen | gültig |  | MAS-IPSP | MSM    | O.C.U.C. |
| --------------- |  | ------- | ------ |  | -------- | ------ | -------- |
| 11.495          |  | 9.902   | 7.418  |  | 3.505    | 2.912  | 1.001    |
| 100 %           |  | 86,1 %  | 74,9 % |  | 47,2 %   | 39,3 % | 13,5 %   |

Ergebnis der Regionalwahlen (elecciones de autoridades políticas) vom 7. März 2021:
| Wahl- berechtigte |  | Wahl- beteiligung | gültige Stimmen |  | MAS-IPSP | MTS     | SÚMATE  | SOMOS  | UNIDOS.CBBA | C-A    |
| ----------------- |  | ----------------- | --------------- |  | -------- | ------- | ------- | ------ | ----------- | ------ |
| 15.853            |  | 13.267            | 11.350          |  | 7.328    | 1.946   | 1.297   | 207    | 175         | 135    |
| 100 %             |  | 83,69 %           | 85,55 %         |  | 64,56 %  | 17,15 % | 11,43 % | 1,82 % | 1,54 %      | 1,19 % |

## Gliederung
Das Municipio Cliza untergliederte sich bei der letzten Volkszählung von 2012 in die folgenden vier Kantone (cantones):
- 03-0801-01 Kanton Cliza – 30 Ortschaften – 14.388 Einwohner
- 03-0801-02 Kanton Chullpa – 6 Ortschaften – 1.593 Einwohner
- 03-0801-03 Kanton Huasacalle – 10 Ortschaften – 4.655 Einwohner
- 03-0801-04 Kanton Santa Lucía – 3 Ortschaften – 1.107 Einwohner

## Ortschaften im Municipio Cliza
- Kanton Cliza
  - Cliza 8362 Einw. – Villa Surumi 763 Einw. – Villa Florida 600 Einw.

- Kanton Chullpa
  - Ayoma 423 Einw.

- Kanton Huasacalle
  - Ucureña 2746 Einw. – Huasa Calle Alto 594 Einw.

- Kanton Santa Lucía
  - Villa El Carmen 705 Einw. – Santa Lucía 299 Einw.